# 大脇義一
大脇 義一（おおわき よしかず、1897年2月7日 - 1976年1月23日）は、日本の心理学者。

## 経歴
1897年、京都府生まれ。1920年京都帝国大学文学部心理学科を卒業。1940年に「表象体験ノ研究」を東北帝国大学に提出して文学博士号を取得。京都帝大助手、東北帝国大学法文学部助教授を経て、1941年に教授となった。
戦後は東北大学教授となる。1960年に定年退官し、名誉教授となった。その後は和光大学教授、関西大学教授を務めた。心理学の研究者として、日本心理学会理事を務めた。

## 研究内容・業績
- 心理学に加えてアイヌや東北地方の民族性についても研究を行った[1]。
- コース立方体組み合わせテストを翻案した。

## 著書
- 『学童の直観像』「生活と精神の科学」叢書 東北帝国大学心理学研究室編 東宛書房 1936
- 『表象の心理学』「生活と精神の科学」叢書 東北帝国大学心理学研究室編 東宛書房 1937
- 『心理学概論』培風館 1948
- 『直観像の心理』培風館 1949
- 『心理学』培風館 1951
- 『感情の心理学』培風館 1958

### 共著
- 『児童心理』立花祐雄共著 児童教育講座 第1巻 叢文閣 1936

### 翻訳
- テオドール・リップス『心理学原論』岩波文庫 1934
- M.トラメール『精神衛生学概論 その課題と方法』木原孝共訳 紀伊国屋書店 1968